# Omfartsvej på Stevns
|  | Denne artikel beskriver en fremtidig begivenhed Denne artikel eller sektion handler om planlagt eller forventet fremtidig begivenhed. Der kan forekomme spekulativ information, og indholdet kan ændres dramatisk når begivenheden nærmer sig og mere information bliver tilgængelig. |

Den nye omfartsvej på Stevns er en foreslået omfartsvej, der forventes at gå fra Stevns og syd om Køge eller Herfølge og ud til Sydmotorvejen E47/E55, eller videre til Vestmotorvejen E20.
Omfartsvejen skal være med til at aflaste Strandvejen og Ringvejen i Køge, som har en hverdagstrafik på ca. 20.000-17.300 køretøjer i døgnet. Samtidig skal omfartsvejen også aflaste Strøby Egede, der er hårdt plaget af tæt trafik, som er på vej ind mod Køge for at komme ud til Køge Bugt Motorvejen og mod København.
Den 26. august 2016 blev regeringen og oppositionen enige om en ny trafikaftale, hvori partierne blev enige om at sætte ca. 3,5 millioner af til en forundersøgelse af en omfartsvej fra Stevns, syd om Køge eller Herfølge og ud til Sydmotorvejen E47/E55 eller videre til Vestmotorvejen E20. Forundersøgelsen skal afdække de trafikale, miljømæssige samt økonomiske effekter ved en omfartsvej.
Der er foreslået 5 linjeføringer af omfartsvejen
1. Omfartsvej nord for Strøby Egede og til mellem Køge og Herfølge og ud til Sydmotorvejen E47/E55.
2. Omfartsvej nord for Strøby Egede og til syd om Herfølge og ud til Sydmotorvejen E47/E55.
3. Omfartsvej syd for Strøby Egede og til syd om Herfølge og ud til Sydmotorvejen E47/E55.
4. Omfartsvej nord for Klippinge og til nord om Hårlev og syd om Herfølge og ud til Sydmotorvejen E47/E55 og videre til Vestmotorvejen med en ny tilslutning ved Bjæverskov.
5. Omfartsvej fra Klippinge og til nord om Hårlev og ud til Sydmotorvejen E47/E55 og videre til Vestmotorvejen E20 med tilslutning ved Kulerup syd for Borup.[3] [4]

Forundersøgelsen stod færdig i 2018.
Ud fra forundersøgelsen blev det besluttet at Vejdirektoratet skulle lave en VVM-redegørelse af linjeføring A og B der går både nord og syd om Hårlev. VVM-redegørelsen stod færdig i foråret 2021. Ud fra undersøgelsen konkluderet Vejdirektoratet at ingen af de foreslået linjeføringer ville flytte særligt meget trafik. Så sammen med Stevns Kommune foreslog de at lave en ny VVM-redegørelse med nogle nye linjeføringer der skulle gå nord eller syd om Herfølge. VVM-redegørelsen skulle først laves fra 2027, da projektet først skal gå i gang i 2030.
Den 28. juni 2021 præsenteret regeringen og oppositionen en ny trafikaftale til 160 mia. kr. I aftalen blev det besluttet at der blev afsat 597 mio. kr til en ny omfartsvej på Stevns, og at der skulle undersøges nogle nye linjeføringer af omfartsvejen.
Der er foreslået 4 nye linjeføringer af omfartsvejen
1. Motortrafikvej nord om Egøje og nord om Herfølge og ud til Sydmotorvejen E47/E55.
2. Omfartsvej syd for Strøby Egede og syd om Herfølge og ud til Sydmotorvejen E47/E55.
3. Omfartsvej nord for Klippinge og til nord om Hårlev og syd om Herfølge og ud til Sydmotorvejen E47/E55
4. Omfartsvej nord for Klippinge og til nord om Hårlev og til for syd for Herfølge[6]

I linjeføring forslaget Alternativ N foreslog Vejdirektoratet at den kommende omfartsvej der skulle går syd om Køge mellem Billesborgvej og Sydmotorvejen E47/E55 skulle være en 2+1 sporet motortrafikvej. Motortrafikvejen skulle går fra Billesborgvej nord om Egøje gennem Køge Golf Klubs baner og nord om Herfølge og ud til Sydmotorvejen E47/E55. Køge Golf Klub er imod en evt. kommende 2+1 sporet motortrafikvej da den vil går igennem Køge Golf Klubs baner og dele golfklubben i to.